# Christopher J. Cassidy
Christopher J. Cassidy (Salem, Massachusetts, 1970. január 4.–) amerikai mérnök, űrhajós, kapitány. Teljes neve Christopher John "Chris" Cassidy.

## Életpálya
1993-ban az annapolisi Haditengerészeti Akadémián kapott főiskolai diplomát. 2000-ben a Marine Engineer Technology Egyetemen diplomázott. Tíz éven át szolgált az amerikai haditengerészetnél. Kétszer hat hónapot szolgált Afganisztánban, és kétszer a Földközi-tengeren. Beosztásai: vezető tiszt, illetve hadműveleti tiszt.
2004. május 6-tól részesült űrhajóskiképzésben. NASA űrhajós, a 497. űrhajós a világon, a 319. amerikai űrhajós. Az első űrszolgálat alatt összesen 15 napot, 16 órát és 45 percet töltött a világűrben. Első űrsétája (kutatás, szerelés) alatt összesen 18 óra 05 percet töltött az űrállomáson kívül.
2006-tól 2008-ig Houstonban az űrutazásokat ellenőrző központban (Mission Control Center) dolgozott. 2011 januárjától a Jurij Gagarin Űrhajóskiképző Központban (CPK) kapott kiképzést, majd engedélyt kapott, hogy a Szojuz űrhajón repülhessen.

## Űrrepülések
- STS–127 az Endeavour űrrepülőgép küldetés specialista űrhajósa. Összesen 17 napot, 7 órát és 12 percet töltött a világűrben. Űrsétája (kutatás, szerelés) alatt összesen 18 óra 05 percet töltött az űrállomáson kívül. A küldetés keretében két japán egységet: JEM-EF/KIBO, ELM-FS (Experiment Module Logistics), utánpótlás anyagokat, csere berendezéseket, kísérleti anyagokat, eszközöket szállítottak.
- Szojuz TMA-08M: fedélzeti mérnök.

### Tartalék személyzetként
Szojuz TMA-06M: fedélzeti mérnök.